# Cardo-Roxo
Cardo-Roxo é um duo que combina a música tradicional e música antiga, levando o público numa viagem pelas paisagens sonoras de Portugal.

## Biografia

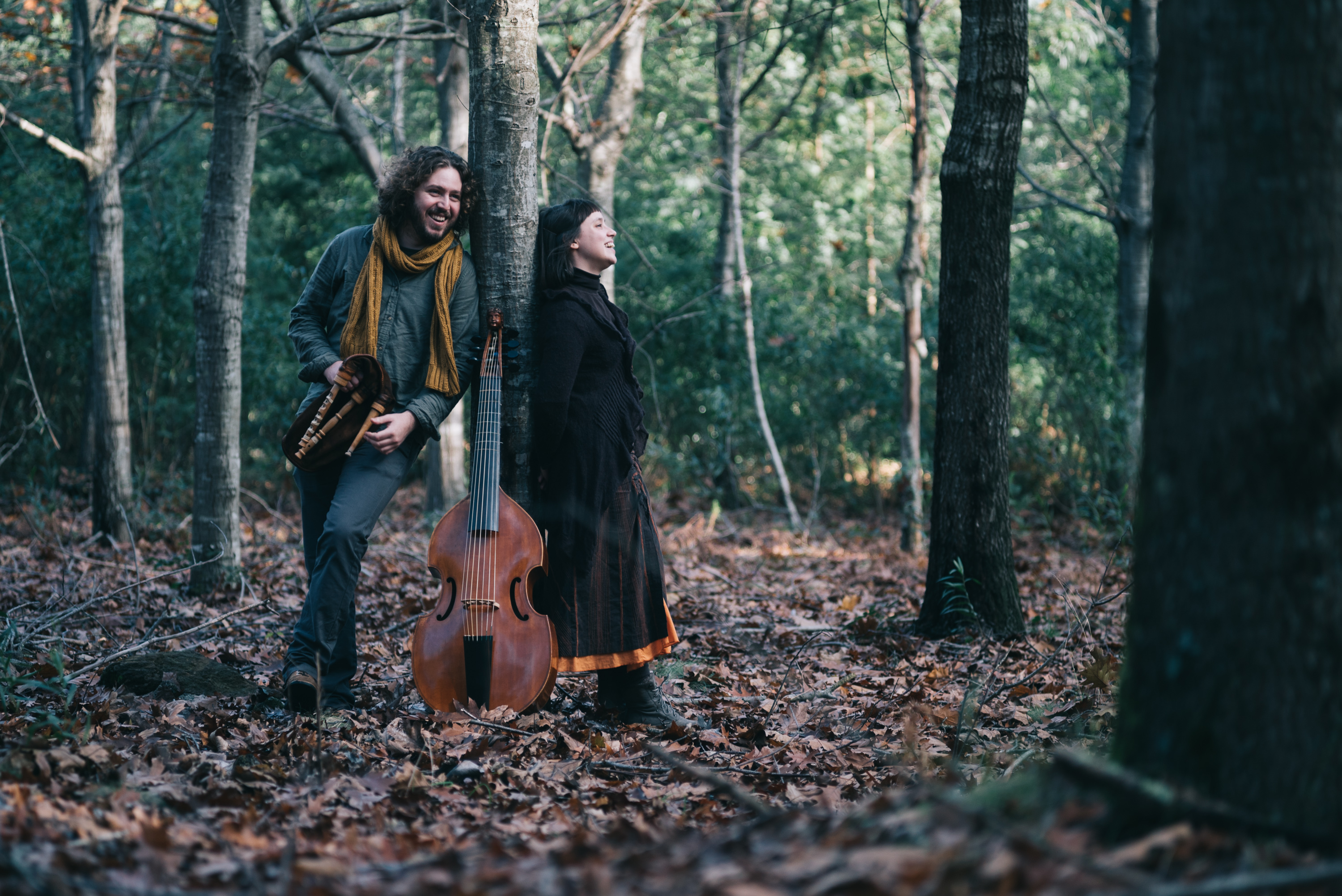

Cardo-Roxo é um duo constituído por Antony Fernandes e Carmina Repas Gonçalves, um casal de músicos residente no Porto. Este projeto nasce em 2012 da vontade de reproduzir e fazer chegar ao público a música tradicional portuguesa com uma nova perspetiva.
Cardo-Roxo propõe uma abordagem baseada na escuta, no gosto pelo silêncio e pelo volume natural dos instrumentos utilizados sem amplificação ou outros efeitos artificiais. O objetivo é convidar o público a desfrutar de um concerto intimista e agradável, explorando ao máximo os recursos dos instrumentos e o espaço em que se encontram.
A par com a dimensão contemplativa e sempre com o objetivo de restabelecer a ligação entre o público e as suas próprias raízes, fazem uma escolha muito cuidada das melodias que lhes chegam através de recolhas áudio, vídeo e escritas sobre as quais constroem arranjos que respeitam as características sonoras e emotivas das mesmas. As suas músicas são assim simultaneamente originais/modernas e familiares/antigas no sentido em que, por um lado se esforçam por alterar o mínimo possível a fonte musical e, por outro, o renovam à sua imagem.

## Discografia
- Alvorada (2015)
- Vai-te Cuca (2016)
- Volto já (2017)

## Ligações
- Página Oficial | Cardo-Roxo
- Facebook | Cardo-Roxo